# Saint-Hilaire-de-Chaléons
Saint-Hilaire-de-Chaléons (bret. Sant-Eler-Kaleon) – miejscowość i gmina we Francji, w regionie Kraj Loary, w departamencie Loara Atlantycka.
Według danych na rok 2010 gminę zamieszkiwało 1967 osób, a gęstość zaludnienia wynosiła 56 osób/km².